# Крюков, Василий Иванович (Герой Социалистического Труда)
Василий Иванович Крюков (1924 — 2005) — советский передовик строительной промышленности. Герой Социалистического Труда (1980).

## Биография
Родился 12 февраля 1924 года в городе Кременчуг, Полтавской области.
Рано лишившись родителей и окончив в 1940 году неполную среднюю школу В. И. Крюков начал свою трудовую деятельность — монтажником строительно-монтажного управления. В период и после Великой Отечественной войны, В. И. Крюков восстанавливал разрушенные металлургические заводы и комбинаты в Запорожье, Днепропетровске и Днепродзержинске.
В 1950 году В. И. Крюков приехал в Новотроицк и прошёл все ступени служебной лестницы от монтажника до начальника Новотроицкое строительно-монтажного управления треста «Стальмонтаж».
Строительно монтажное управление под руководством В. И. Крюкова на Орско-Халиловском металлургическом комбинате построило четыре доменных печи, девять мартенов, аглофабрику, сортопрокатный цех, универсальный стан «800». Под руководством В. И. Крюкова была построена первая очередь Киембаевского асбестового горно-обогатительного комбината.
6 июля 1966 года, 7 мая 1971 года и 10 января 1974 года Указом Президиума Верховного Совета СССР «за выдающиеся успехи, достигнутые в труде» Василий Иванович Крюков последовательно был награждён Орденом «Знак Почёта», Орденом Трудового Красного Знамени и Орденом Ленина.
4 февраля 1980 года Указом Президиума Верховного Совета СССР «за выдающиеся производственные успехи, достигнутые при сооружении первой очереди Киембаевского асбестового горно-обогатительного комбината» Василий Иванович Крюков был удостоен звания Героя Социалистического Труда с вручением Ордена Ленина и золотой медали «Серп и Молот».
После выхода на пенсию жил в городе Новотроицк.
Умер 8 ноября 2005 года.

## Награды
- Медаль «Серп и Молот» (4.02.1980)
- Орден Ленина (10.01.1974, 4.02.1980)
- Орден Трудового Красного Знамени (7.05.1971)
- Орден «Знак Почёта» (6.07.1966)